# Caliphaea hermannkunzi
Caliphaea hermannkunzi — вид рівнокрилих бабок родини красуневих (Calopterygidae). Описаний у 2020 році.

## Поширення
Ендемік Китаю. Голотип (Самець) зібраний 10 червня 2019 року у селі Гаофен у міських повітах Чусюн і Луфен провінції Юньнань на півдні країни.